# Тони (премия, 2014)
68-я церемония награждения премии «Тони» за заслуги в области американского театрального искусства состоялась 8 июня 2014 года в «Радио-сити-мьюзик-холл» (Нью-Йорк, США) и транслировалась в прямом эфире телеканалом «CBS». В четвёртый раз ведущим церемонии выступил Хью Джекман.
Номинанты церемонии были объявлены 29 апреля 2014 года Джонатаном Гроффом и Люси Лью. Всего свои кандидатуры выдвинули 14 пьес и 13 мюзиклов в 26 различных номинациях.

## Право участия
Принимать участие в конкурсе имели право только театральные представления, поставленные в сезон 2013—2014 до 24 апреля 2014 года.

## Церемония
Церемония традиционно включала в себя выступления из различных мюзиклов (как новых, так и возрождённых). Среди них Нил Патрик Харрис из «Хедвиг и злосчастный дюйм», Идина Мензел из «Если/Затем», Алан Камминг из «Кабаре», Саттон Фостер из «Виолетты» и другие. Также были представлены номера из «Аладдина», «Отверженных», «Прекрасная Кэрол Кинг», «Рокки», «Пули над Бродвеем» и «Руководство джентльмена по любви и убийству». Кроме того, мюзикл «Злая» отметил десятилетие проката, а Стинг исполнил свою песню из нового мюзикла — «Последний корабль». Дженнифер Хадсон также представила песню из нового мюзикла «Волшебная страна», основанного на одноимённом фильме.
Среди объявляющих результаты были такие известные личности, как Эмми Россум, Закари Ливай, Брэдли Купер, Глория Эстефан, Тони Голдуин, Люси Лью, Патрик Уилсон, Одра Макдональд, Сэмюэл Л. Джексон и другие.

### Новая награда
На 68-й церемонии награждения Закари Куинто и Мэттом Бомером была объявлена новая премия — «Почётный „Тони“ за выдающиеся достижения в театральном образовании», которую получил Университет Карнеги — Меллон.

## Список номинантов и победителей
Номинанты были объявлены 29 апреля 2014 года.

### Основные категории
| Лучшая пьеса | Лучший мюзикл |
| --- | --- |
| - «Все пути» - «Акт первый» - «Casa Valentina» - «Матери и сыновья» - «Outside Mullingar» | - «Руководство джентльмена по любви и убийству» - «После полуночи» - «Аладдин» - «Прекрасная Кэрол Кинг» |
| Лучшая возрождённая пьеса | Лучший возрождённый мюзикл |
| - «Изюм на солнце» - «Калека с острова Инишмаан» - «Стеклянный зверинец» - «Двенадцатая ночь» | - «Хедвиг и злосчастный дюйм» - «Отверженные» - «Виолетта» |
| Лучшая мужская роль в пьесе | Лучшая женская роль в пьесе |
| - Брайан Крэнстон — «Все пути», за роль Линдона Джонса - Сэмюэл Барнетт — «Двенадцатая ночь», за роль Виолы - Крис О’Дауд — «О мышах и людях», за роль Ленни Смолла - Марк Райлэнс — «Ричард III», за роль Ричарда III - Тони Шалуб — «Акт первый», за роли пожилого Мосса Харта / Барнета Харта / Джорджа С. Кауфмана          | - Одра Макдональд — «Женский день в баре-гриль Эмерсона», за роль Билли Холидей - Тайн Дейли — «Матери и сыновья», за роль Катерины Жерард - Латаня Ричардсон — «Изюм на солнце», за роль Лены - Черри Джонс — «Стеклянный зверинец», за роль Аманды Вингфилд - Эстель Парсонс — «Быстрая осень», за роль Александры |
| Лучшая мужская роль в мюзикле | Лучшая женская роль в мюзикле |
| - Нил Патрик Харрис — «Хедвиг и злосчастный дюйм», за роль Хедвига - Рамин Каримлу — «Отверженные», за роль Жана Вальжана - Энди Карл — «Рокки», за роль Рокки Бальбоа - Джеффресон Мейс — «Руководство джентльмена по любви и убийству» - Брайс Пинкхэм — «Руководство джентльмена по любви и убийству», за роль Монти Наварро | - Джесси Мюллер — «Прекрасная Кэрол Кинг», за роль Кэрол Кинг - Мэри Бриджит Дэйвис — «Ночь с Дженис Джоплин», за роль Дженис Джоплин - Саттон Фостер — «Виолетта», за роль Виолетты Карл - Идина Мензел — «Если/Затем», за роль Элизабет Вон - Келли О’Хара — «Мосты округа Мэдисон», за роль Франчески Джонсон     |
| Лучшая мужская роль второго плана в пьесе | Лучшая женская роль второго плана в пьесе |
| - Марк Райлэнс — «Двенадцатая ночь», за роль Оливии - Рид Бирни — «Casa Valentina», за роль Шарлотты - Пол Чахиди — «Двенадцатая ночь», за роль Марии - Стивен Фрай — «Двенадцатая ночь», за роль Малволио - Брайан Смит — «Стеклянный зверинец», за роль Джима О’Коннора                                                       | - Софи Оконедо — «Изюм на солнце», за роль Руфь - Сара Грин — «Калека с острова Инишмаан», за роль Хелен Маккормик - Селия Кинан-Болжер — «Стеклянный зверинец», за роль Лауры Вингфилд - Аника Роуз — «Изюм на солнце», за роль Бениты - Мэр Уиннингэм — «Casa Valentina», за роль Риты                             |
| Лучшая мужская роль второго плана в мюзикле | Лучшая женская роль второго плана в мюзикле |
| - Джеймс Монро Иглхарт — «Аладдин», за роль Джинни - Дэнни Бурстейн — «Кабаре», за роль Герры Шульца - Ник Кордеро — «Пули над Бродвеем», за роль Чичи - Джошуа Генри — «Виолетта», за роль Флика - Джаррод Спектор — «Прекрасная Кэрол Кинг», за роль Барри Манна                                                              | - Лена Холл — «Хедвиг и злосчастный дюйм», за роль Ицхак - Линда Эмонд — «Кабаре», за роль фройляйн Шнейдер - Аника Ларсен — «Прекрасная Кэрол Кинг», за роль Синтии Вейл - Адриан Ленокс — «После полуночи», за ряд ролей - Лорен Уоршэм — «Руководство джентльмена по любви и убийству», за роль Фиби              |

### Другие категории
| Лучшее либретто для мюзикла | Лучшая музыка и/или стихи |
| --- | --- |
| - «Руководство джентльмена по любви и убийству» — Роберт Л. Фридман - «Аладдин» — Чад Беглин - «Прекрасная Кэрол Кинг» — Дуглас Макграт - «Пули над Бродвеем» — Вуди Аллен | - «Мосты округа Мэдисон» — Джейсон Роберт Броун (музыка и слова) - «Аладдин» — Алан Менкен (музыка), Ховард Эшман (слова), Тим Райс (слова) и Чад Беглин - «Руководство джентльмена по любви и убийству» — Стивен Лутвак (музыка и слова) и Роберт Л. Фридман (слова) - «Если/Затем» — Том Китт (музыка) и Бриан Йорки (слова) |
| Лучший дизайн сцены в пьесе | Лучший дизайн сцены в мюзикле |
| - Беовульф Боритт — «Акт первый» - Боб Кроули — «Стеклянный зверинец» - Эс Девлин — «Механический» - Кристофер Орам — «Калека с острова Инишмаан»                          | - Кристофер Барекка — «Рокки» - Юлиан Кроуч — «Хедвиг и злосчастный дюйм» - Александр Додж — «Руководство джентльмена по любви и убийству» - Санто Локосто — «Пули над Бродвеем» |
| Лучший дизайн костюмов в пьесе | Лучший дизайн костюмов в мюзикле |
| - Дженни Тирамани — «Двенадцатая ночь» - Джейн Гринвуд — «Акт первый» - Майкл Красс — «Механический» - Рита Райек — «Casa Valentina»                                       | - Линда Чо — «Руководство джентльмена по любви и убийству» - Уильям Айви Лонг — «Пули над Бродвеем» - Арианна Филлипс — «Хедвиг и злосчастный дюйм» - Изабель Толедо — «После полуночи» |
| Лучший свет в пьесе | Лучший свет в мюзикле |
| - Наташа Кац — «Стеклянный зверинец» - Поль Констебль — «Калека с острова Инишмаан» - Джейн Кокс — «Механический» - Джефи Вейдман — «О мышах и людях»                      | - Кевин Адамс — «Хедвиг и злосчастный дюйм» - Кристофер Акерлинд — «Рокки» - Хауэлл Бинкли — «После полуночи» - Дональд Холдер — «Мосты округа Мэдисон» |
| Лучший звук в пьесе | Лучший звук в мюзикле |
| - Стив Кеннеди — «Женский день в баре-грилль Эмерсона» - Алекс Барановски — «Калека с острова Инишмаан» - Дэн Моусес Шрейер — «Акт первый» - Мэтт Тирни — «Механический»   | - Брайн Ронан — «Прекрасная Кэрол Кинг» - Питер Хиленски — «После полуночи» - Тим О'Хейр — «Хедвиг и злосчастный дюйм» - Мик Поттер — «Отверженные» |
| Лучшая режиссура пьесы | Лучшая режиссура мюзикла |
| - Кении Леон — «Изюм на солнце» - Тим Кэролл — «Двенадцатая ночь» - Майкл Грандадж — «Калека с острова Инишмаан» - Джон Тиффани — «Стеклянный зверинец»                    | - Дарко Тресняк — «Руководство джентльмена по любви и убийству» - Варрен Карлайл — «После полуночи» - Майкл Майер — «Хедвиг и злосчастный дюйм» - Ли Силверман — «Виолетта» |
| Лучшая хореография | Лучшая оркестровка |
| - Варрен Карлайл — «После полуночи» - Стивен Хоггетт и Келли Девайн — «Рокки» - Кэйси Николау — «Аладдин» - Сьюзан Стромен — «Пули над Бродвеем»                           | - Джейсон Роберт Браун — «Мосты округа Мэдисон» - Дуг Бестерман — «Пули над Бродвеем» - Стив Сидвелл — «Прекрасная Кэрол Кинг» - Джонатан Туник — «Руководство джентльмена по любви и убийству» |

### Соотношение наград и номинаций
Количество наград / общее количество номинаций
- 4/10: «Руководство джентльмена по любви и убийству»
- 4/8: «Хедвиг и злосчастный дюйм»
- 3/5: «Изюм на солнце»
- 2/7: «Прекрасная Кэрол Кинг», «Двенадцатая ночь»
- 2/4: «Мосты округа Мэдисон»
- 2/2: «Все пути», «Женский день в баре-гриль Эмерсона»
- 1/7: «После полуночи», «Стеклянный зверинец»
- 1/5: «Аладдин», «Акт первый»
- 1/4: «Рокки»
- 0/6: «Пули над Бродвеем», «Калека с острова Инишмаан»
- 0/4: «Механический», «Виолетта», «Casa Valentina»
- 0/3: «Отверженные»
- 0/2: «Если/Затем», «Матери и сыновья», «Кабаре», «О мышах и людях»
- 0/1: «Ричард III», «Outside Mullingar», «Быстрая осень», «Ночь с Дженис Джоплин»

## Специальные и почётные награды
- «Тони» за достижения в жизни был вручён Джейн Гринвуд (художник по костюмам) за «выдающуюся работу в создании костюмов и за её преданность театру»[9].
- «Тони» за выдающиеся достижения в области театра получили президент «Actors Fund» Джо Бенинказа, фотограф Джоан Маркус и генеральный менеджер Шарлотта Уилкокс[10].
- Региональная премия «Тони» была присуждена «Signature Theatre Company». Впервые в истории Нью-Йоркский театр получает эту премию[11].